# Zeven tweede toppen
De zeven tweede toppen (Engels: Seven Second Summits) zijn de op een na hoogste bergpieken van elk van de zeven continenten op aarde. Elk van deze zeven pieken staan los van de zeven toppen, die de hoogste bergpieken vormen van elk continent.

## Definities
In het geval van de definitie van een continent staan Australië en Europa ter discussie. Bij Australië is er een meer geografische definitie die stelt dat een continent een landmassa is omringd door water, zodat alleen het hoofdeiland Australië wordt meegenomen, waarmee de Mount Kosciuszko met 2228 meter de hoogste berg van het continent is. Bij de geologische definitie, gebaseerd op het continentaal plat, worden naast het hoofdeiland bijvoorbeeld ook Tasmanië en Nieuw-Guinea meegenomen, zodat de Puncak Jaya (Carstenszpiramide) met 4884 meter de hoogste berg van het continent wordt.
Bij Europa is er verschil van mening of de Kaukasus zelf wel of niet tot Europa behoort. Bij de eerste definitie is de Elbroes de hoogste berg met 5642 meter en bij de tweede de Mont Blanc met 4808 meter.
De oorspronkelijke lijst van zeven tweede toppen is gebaseerd op het boek Seven Summits van Dick Bass, die de tweede berg op het Australische hoofdeiland als op een na hoogste punt van het continent neemt Daarop volgde Reinhold Messner met een alternatieve lijst, 'Messner'- of 'Carstensz'-lijst genoemd, die wel Nieuw-Guinea meeneemt en zodoende als tweede piek de Puncak Trikora aanwees. Beiden wezen wel de Elbroes als hoogste berg aan en beschouwden dus de Dychtaoe in de Kaukasus als op een na hoogste berg van Europa. Voor hen die de Mont Blanc als hoogste punt van Europa zien, zou de Monte Rosa met 4634 meter, die op de grens van Italië en Zwitserland ligt, het op een na hoogste punt van Europa zijn.
| ✔ | ✔ | Mount Kenya     | 5199 | Afrika                | Kenia               |
| ✔ | ✔ | Mount Tyree     | 4852 | Antarctica            |                     |
|   | ✔ | Puncak Trikora  | 4730 | Australië (continent) | Indonesië           |
| ✔ |   | Mount Townsend  | 2209 | Australië             | Australië           |
| ✔ | ✔ | K2              | 8614 | Azië                  | Pakistan en China   |
| ✔ | ✔ | Dychtaoe        | 5205 | Europa                | Rusland             |
| ✔ | ✔ | Mount Logan     | 5959 | Noord-Amerika         | Canada              |
| ✔ | ✔ | Ojos del Salado | 6893 | Zuid-Amerika          | Argentinië en Chili |

## Moeilijkheidsgraad ten opzichte van de zeven toppen
Jon Krakauer schreef in zijn boek Into Thin Air dat het een grotere uitdaging voor bergbeklimmers zou zijn om de op een na hoogste top van elk continent te beklimmen dan de hoogste. Voor bijna elk continent geldt inderdaad dat de op een na hoogste top moeilijker te beklimmen is dan de hoogste. Zo zijn voor de K2 (8611 meter) veel meer technische klimkennis benodigd dan voor de Mount Everest (8848 meter), terwijl hoogtegerelateerde factoren zoals de dunheid van de atmosfeer, krachtige winden en lagere temperaturen verder min of meer hetzelfde zijn. De top van de Mount Kenya (5199 meter) kan over de rotsen worden bereikt, terwijl de Kilimanjaro (5895 meter) zonder enige technische problemen kan worden bestegen. In Zuid-Amerika moet voor de Ojos del Salado een klein stuk worden geklommen, terwijl de Aconcagua gewoon al lopend kan worden bestegen. In Europa is het beklimmen van de Dychtaoe een behoorlijk moeilijkere klim dan die van de Elbroes. In Australië zijn de Mount Townsend en de Mount Kosciuszko relatief eenvoudig te beklimmen, maar voor de eerste is wel iets meer inspanning vereist. Alleen in Noord-Amerika worden de Mount Logan en de Mount McKinley als gelijkwaardig gezien.